# 10450 Girard
10450 Girard (tên chỉ định: 1967 JQ) là một tiểu hành tinh vành đai chính. Nó được phát hiện bởi Carlos Ulrrico Cesco và Arnold Richard Klemola ở Leoncito Astronomical Complex in Argentina ngày 6 tháng 5 năm 1967. Nó được đặt theo tên Terrence Girard, a software developer for Yale University Astronomy Department.